# Holdfényváros
A Holdfényváros (eredeti címén Moonbeam City) egy amerikai rajzfilmsorozat, amelyet Scott Gairdner alkotott. A sorozat stílusa a neon-noir és a 80-as évek popkultúrájának paródiája, vizuálisan és hangulatilag is visszarepítve a nézőt ebbe az évtizedbe. Magyarországon a Comedy Central sugározta 2015. október 1-től. A sorozatot a Comedy Central 2016. március 30-án egy évad után levette a műsorról az alacsony nézettség miatt.

## Szereplők
- Dazzle Novak – A Holdfényvárosi Rendőrség nyomozója. Eredeti hangja Rob Lowe.
- Pizzaz Miller – Rendőrfőnök, Dazzle lobbanékony felettese. Eredeti hangja Elizabeth Banks.
- Chrysalis Zirconia Tate – Dazzle újonc kolléganője. Eredeti hangja Kate Mara.
- Rad Cunningham – Dazzle rivalizáló, gyerekesen viselkedő, kanadai munkatársa. Eredeti hangja Will Forte.

## Magyar változat
A szinkront a Comedy Central megbízásából a Balog Mix Stúdió készítette.
Magyar hangok
- Barabás Kiss Zoltán – Rad Cunningham
- Bókai Mária – idős hölgy
- Nemes Takách Kata – Chrysalis Tate
- Ősi Ildikó – Panache Miller
- Rajkai Zoltán – Dazzle Novak
- Rosta Sándor – Mr. Miller, bíró
- Solecki Janka – Pizzaz Miller

További magyar hangok: Hajdu Steve, Kapácsy Miklós, Schneider Zoltán